# 巴德年
巴德年（1938年3月27日—），满族，吉林四平人，中国免疫学专家，中国工程院院士。

## 生平
1938年出生于中国吉林省四平市。1999年当选美国国家医学院院士，浙江大学医学院名誉院长、教授。他长期致力于癌症免疫研究。并首次在国际上提出免疫功能异常与高血压发生的关系，在国内率先开展了LAK细胞的研究。曾经一度担任中国医学科学院院长、中国协和医科大学校长。1995年，当选中国工程院院士。
主要社会兼职有：中国免疫学会名誉理事长、中国生物医学工程学会名誉理事长、中华医学会副会长、国务院学位委员会委员、《中华医学杂志》总编。